# Columba janthina
Columba janthina là một loài chim trong họ Columbidae.

## Hình ảnh

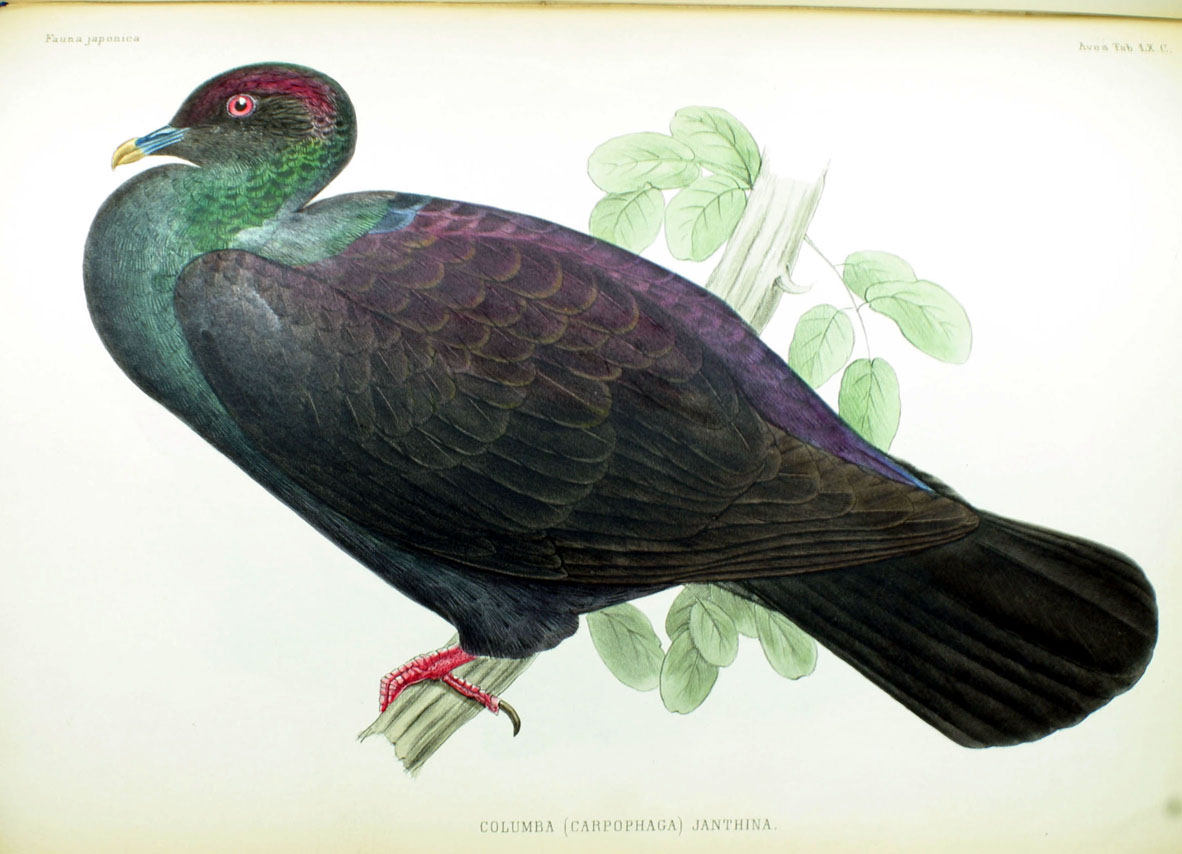
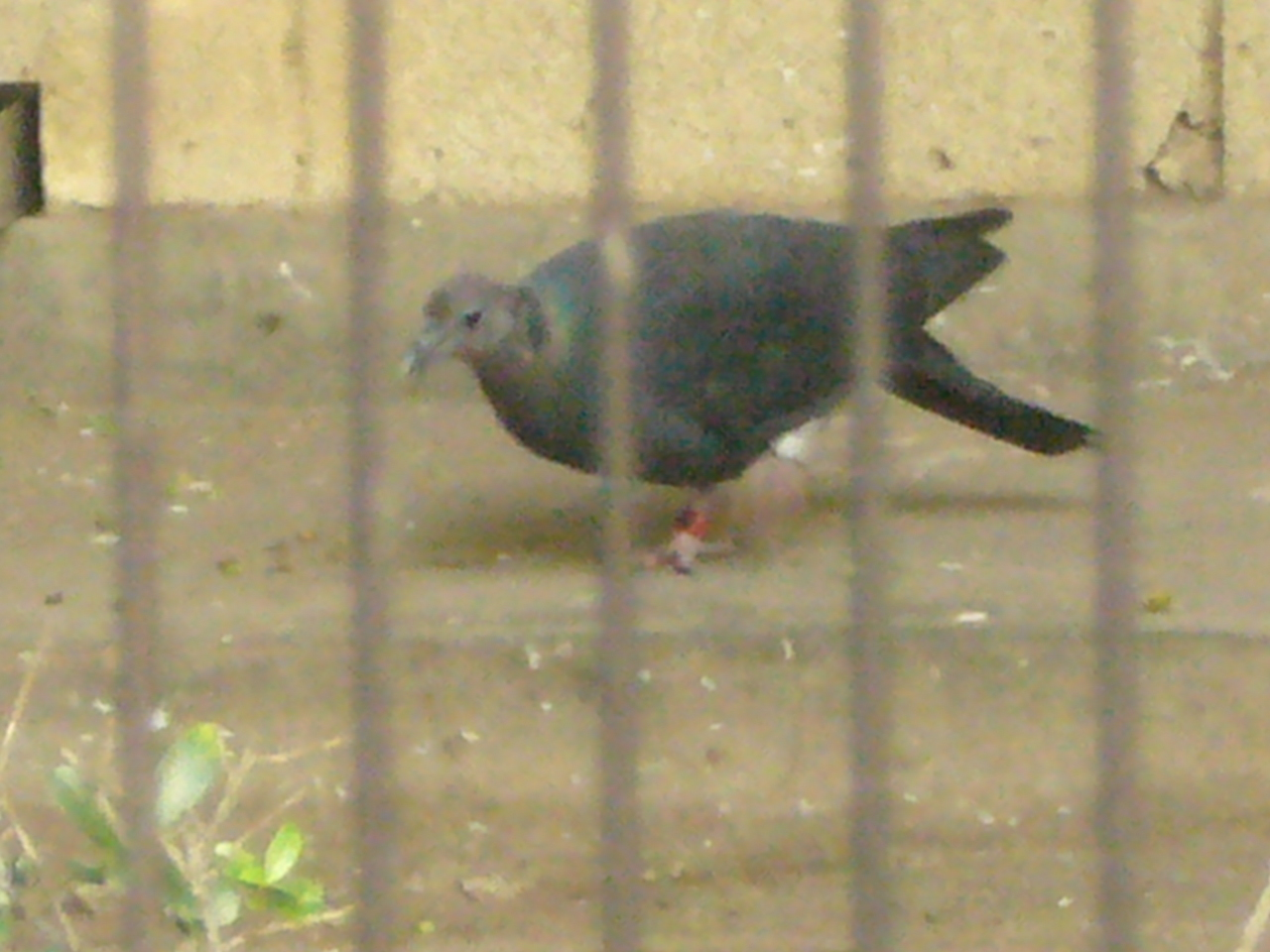
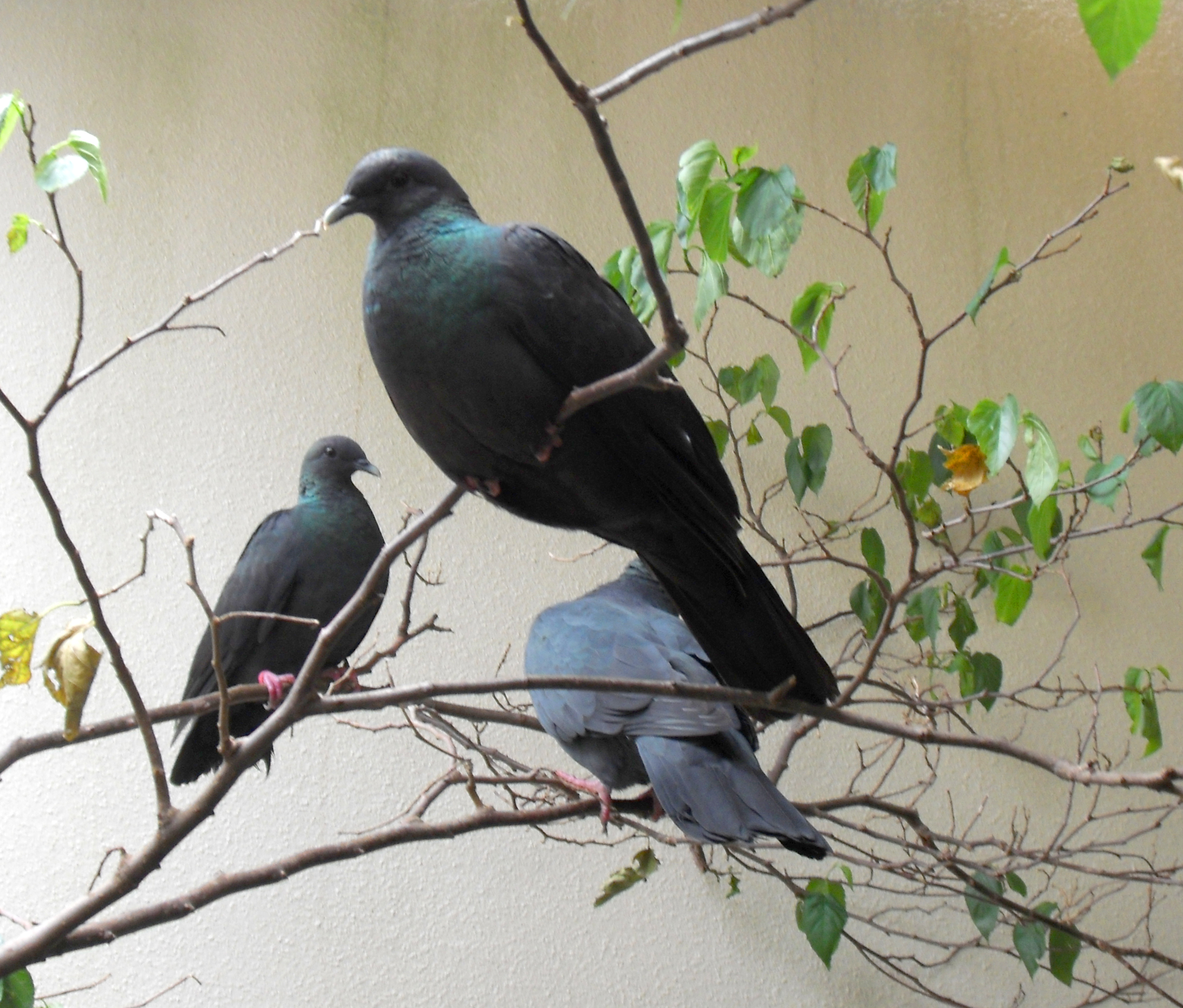